# كأس جيبوتي
كأس جيبوتي هي أكبر كأس في الشكل بالنسبة للمنافسات الجيبوتية. بداية الدورة كانت عام 1987.

## الإنجازات حسب النادي
| الناد                                         | البطل | سنوات تحقيق البطولة          |
| --------------------------------------------- | ----- | ---------------------------- |
| جمعية الميناء                                 | 5     | 1988, 1989, 2010, 2011, 2013 |
| نادي بلبلة                                    | 4     | 1994, 1995, 1996, 1999       |
| نادي القوات الوطنية للشرطة                    | 3     | 1993, 1997, 1998             |
| جمعية السكك الحديدية الجيبوتو-أثيوبية - كولاس | 3     | 2001, 2004, 2008             |
| نادي الحرس الجمهوري                           | 2     | 2009, 2012                   |
| نادي المؤسسة العقارية الجيبوتي                | 2     | 2005, 2007                   |
| جمعية المطار                                  | 1     | 1989                         |
| جمعية المؤسسة الجيبوتو-أثيوبية                | 1     | 1992                         |
| نادي شبيبة جيبوتي                             | 1     | 2002                         |
| جمعية بوريه                                   | 1     | 2003                         |
| جمعية علي صبية جيبوتي الاتصالات               | 1     | 2006                         |

## وصلات خارجية
- تاريخ البطولة - rsssf.com